# Jan Almlöf
Jan Erik Almlöf (* 1. April 1945 in Malung; † 16. Januar 1996 in Minneapolis, USA) ist ein schwedischer theoretischer Chemiker (Quantenchemie).
Almlöf studierte an der Universität Uppsala mit dem Kandidatenabschluss 1967 und dem Lizenziat 1971 und wurde dort 1974 promoviert mit einer Dissertation über Wasserstoffbindung. Seine akademischen Lehrer waren Ivar Olovsson und Björn O. Roos. Als Post-Doktorand war er bei Enrico Clementi am Almaden-Forschungszentrum von IBM in San José. 1976 wurde er Dozent an der Universität Oslo, an der er 1982 Professor wurde. Ab 1985 war er Professor an der University of Minnesota, wo er auch Fellow des Supercomputer Center war. Außerdem war er Adjunct Professor an der Universität Tromsø sowie Gastprofessor in Lund, Straßburg und der ETH Zürich.
1989 war er einer der Initiatoren der European Summer School in Quantum Chemistry. In Oslo übertrug er Quantenchemie-Programme auf die Cray-1 und er war später im Beirat für Anwendungen in der Chemie bei Cray Research.
In den 1970er Jahren entwickelte er das Programm MOLECULE für die Berechnung von Molekülstrukturen mit Hartree-Fock-Methoden. Er ist vor allem bekannt für die Einführung direkter Methoden in die Quantenchemie.
Er führte auch Atomic Natural Orbit (ANO) Basisfunktionen ein.
1993 erhielt er die Schrödinger Medal.